# Isothrix pagurus
Isothrix pagurus és una espècie de mamífer rosegador de la família de les rates espinoses. Viu a la conca del riu Amazones, al Brasil. El seu hàbitat natural són les zones de terra firme situades al llarg de rius d'aigües negres. És una espècie en risc mínim, és a dir, no sembla que hi hagi cap amenaça significativa per a la seva supervivència.